# نترية
نترية (الاسم العلمي: Nitrobacter) هي جنس من البكتيريا، سلبية الغرام، عصوية الشكل، تتبع فصيلة المجتذرات، وهي كيميائية التغذية.

## الأنواع الرئيسية
- نترية وينوجرادسكية[3][4]
- نترية هامبورغية[3][4]
- نترية شائعة[3][4]
- نترية قلوية[3][4]